# Stupido Hotel Tour
Lo Stupido Hotel Tour è stato un tour del cantautore italiano Vasco Rossi svoltosi negli stadi italiani durante l'estate del 2001, a supporto dell'album Stupido hotel uscito nell'aprile dello stesso anno.

## Date concerti
| Data              | Città    | Stato  | Luogo                         |
| ----------------- | -------- | ------ | ----------------------------- |
| 10 giugno 2001    | Fabriano | Italia | Stadio comunale               |
| 12 giugno 2001    | Napoli   | Italia | Discoteca Ennenci             |
| 16 giugno 2001    | Imola    | Italia | Autodromo Enzo e Dino Ferrari |
| 19 giugno 2001    | Torino   | Italia | Stadio delle Alpi             |
| 22 giugno 2001    | Verona   | Italia | Stadio Marcantonio Bentegodi  |
| 25 giugno 2001    | Bari     | Italia | Arena della Vittoria          |
| 28 giugno 2001    | Palermo  | Italia | Velodromo Paolo Borsellino    |
| 1 luglio 2001     | Salerno  | Italia | Stadio Arechi                 |
| 4 luglio 2001     | Roma     | Italia | Stadio Olimpico               |
| 7 luglio 2001     | Udine    | Italia | Stadio Friuli                 |
| 10 luglio 2001    | Ancona   | Italia | Stadio Del Conero             |
| 22 settembre 2001 | Modena   | Italia | Festa de l'Unità              |
| 25 settembre 2001 | Firenze  | Italia | Stadio Artemio Franchi        |
| 28 settembre 2001 | Padova   | Italia | Stadio Euganeo                |

"Vita spericolata" è stata eseguita nelle prime date del live; "Voglio andare al mare" solo a Fabriano (prove generali). Nelle date di Modena, Firenze e Padova a seguito degli attentati terroristici dell'11 settembre i concerti si sono aperti con "C'è chi dice no" (Non cantata da Vasco, ma annunciata da Diego Spagnoli con una richiesta di silenzio), il cui testo era presente su una cartolina speciale distribuita all'ingresso dallo staff.
Dalla scaletta è stata però eliminata "Mi si escludeva". Era possibile seguire in streaming i concerti su Virgilio.

## Musicisti
- Claudio Golinelli - basso
- Alberto Rocchetti - tastiere
- Maurizio Solieri - chitarra ritmica
- Stef Burns - chitarra solista
- Kenny Aronoff - batteria (fino al 10 luglio)
- Mike Baird - batteria (dal 22 settembre)
- Frank Nemola - programmazione e cori
- Andrea Innesto - fiati
- Clara Moroni - cori

## La scaletta
1. Intro 2001
2. Stendimi
3. C'è chi dice no
4. Quel vestito semplice
5. Ieri ho sgozzato mio figlio
6. Io ti accontento
7. Stupendo
8. Colpa d'Alfredo
9. Voglio andare al mare
10. Sono ancora in coma
11. Tu vuoi da me qualcosa
12. La nostra relazione
13. Canzone
14. Standing ovation
15. Ti prendo e ti porto via
16. Perché non piangi per me
17. Io no
18. Siamo soli
19. Sally
20. Gli spari sopra
21. Siamo solo noi
22. Delusa
23. Mi si escludeva
24. La fine del millennio
25. Canzone generale
26. Stupido hotel
27. Bollicine
28. Rewind
29. Vivere
30. Ridere di te
31. Vita spericolata
32. Albachiara

### Canzoni suonate
| ...Ma cosa vuoi che sia una canzone... (1978) | La nostra relazione |
| Non siamo mica gli americani! (1979)          | Albachiara |
| Colpa d'Alfredo (1980)                        | Colpa d'Alfredo |
| Siamo solo noi (1981)                         | Ieri ho sgozzato mio figlio |
| Vado al massimo (1982)                        | Canzone - Sono ancora in coma |
| Bollicine (1983)                              | Bollicine - Vita spericolata |
| C'è chi dice no (1987)                        | C'è chi dice no - Ridere di te |
| Gli spari sopra (1993)                        | ...Stupendo - Delusa - Gli spari sopra - Vivere |
| Nessun pericolo... per te (1996)              | Mi si escludeva - Sally |
| Canzoni per me (1998)                         | Io no - Rewind |
| Stupido hotel (2001)                          | Canzone generale - Io ti accontento - Quel vestito semplice - Perché non piangi per me - Siamo soli - Standing ovation - Stendimi - Stupido hotel - Ti prendo e ti porto via - Tu vuoi da me qualcosa |